# Konradia bambusina
Konradia bambusina är en svampart som beskrevs av Racib. 1900. Konradia bambusina ingår i släktet Konradia och familjen Clavicipitaceae.   Inga underarter finns listade i Catalogue of Life.